# Jiu jie bian
Jiujiebian (九节鞭, lett. "Frusta a nove sezioni" – più spesso troviamo la parola "Bian" tradotta in "catena", diventando quindi "Catena a nove sezioni") è un'arma tradizionale cinese, usata anche nelle arti marziali cinesi, che deve il suo nome al fatto di essere composta da appunto nove segmenti di metallo.
Tradizionalmente è composta da nove cilindri in ferro, a sezione ottagonale o circolare, collegati da anelli dello stesso materiale; all'estremità si trova un peso a forma di cuneo o un puntale che permettono una veloce rotazione dell'arma e una maggiore efficacia nei colpi di punta.
Nelle arti marziali moderne, il Jiujiebian è composto da segmenti di metallo lunghi circa 15 cm e da un'impugnatura e da una punta agli estremi.
La sua pratica richiede molta coordinazione e molto allenamento: il praticante deve mantenere l'attrezzo in movimento costante e rotatorio facendogli percorrere dei cerchi intorno al corpo. Durante gli attacchi, è possibile far girare la catena intorno al proprio corpo o (più raramente) intorno al proprio collo, in modo da arrestarne o comunque modificarne il movimento. 
L'allenamento con quest'arma sviluppa l'attenzione mentale che deve essere costante durante ogni movimento, abituando così a mantenere e gestire un continuo stato di tensione mentale.
Il Jiujiebian è una delle armi principali dello stile Tanglangquan, oltre alle spade ad uncino, ai doppi coltelli, all'alabarda, lancia e alla classica sciabola.